# Campionati del mondo di ciclismo su pista 2016 - 500 metri a cronometro
La 500 metri a cronometro ai campionati del mondo di ciclismo su pista si è svolta il 4 marzo 2016.

## Podio
| Pos.    | Atleta            | Nazionalità |
| ------- | ----------------- | ----------- |
| Oro     | Anastasia Voynova | Russia      |
| Argento | Lee Wai Sze       | Hong Kong   |
| Bronzo  | Elis Ligtlee      | Paesi Bassi |

## Risultati
| Posizione | Nome                | Nazione       | Tempo  | Gap    |
| --------- | ------------------- | ------------- | ------ | ------ |
| 1         | Anastasia Voynova   | Russia        | 32.959 |        |
| 2         | Lee Wai Sze         | Hong Kong     | 33.736 | +0.777 |
| 3         | Elis Ligtlee        | Paesi Bassi   | 33.760 | +0.801 |
| 4         | Dar'ja Šmelëva      | Russia        | 33.886 | +0.927 |
| 5         | Katy Marchant       | Gran Bretagna | 34.032 | +1.073 |
| 6         | Laurine van Riessen | Paesi Bassi   | 34.065 | +1.106 |
| 7         | Miriam Welte        | Germania      | 34.192 | +1.233 |
| 8         | Tania Calvo         | Spagna        | 34.264 | +1.305 |
| 9         | Lisandra Guerra     | Cuba          | 34.692 | +1.733 |
| 10        | Jessica Salazar     | Messico       | 34.705 | +1.746 |
| 11        | Ekaterina Gnidenko  | Russia        | 34.757 | +1.798 |
| 12        | Martha Bayona       | Colombia      | 34.903 | +1.944 |
| 13        | Luz Gaxiola         | Messico       | 35.137 | +2.178 |
| 14        | Migle Marozaite     | Lituania      | 35.350 | +2.391 |
| 15        | Deborah Deborah     | India         | 36.229 | +3.270 |